# Біляве волосся

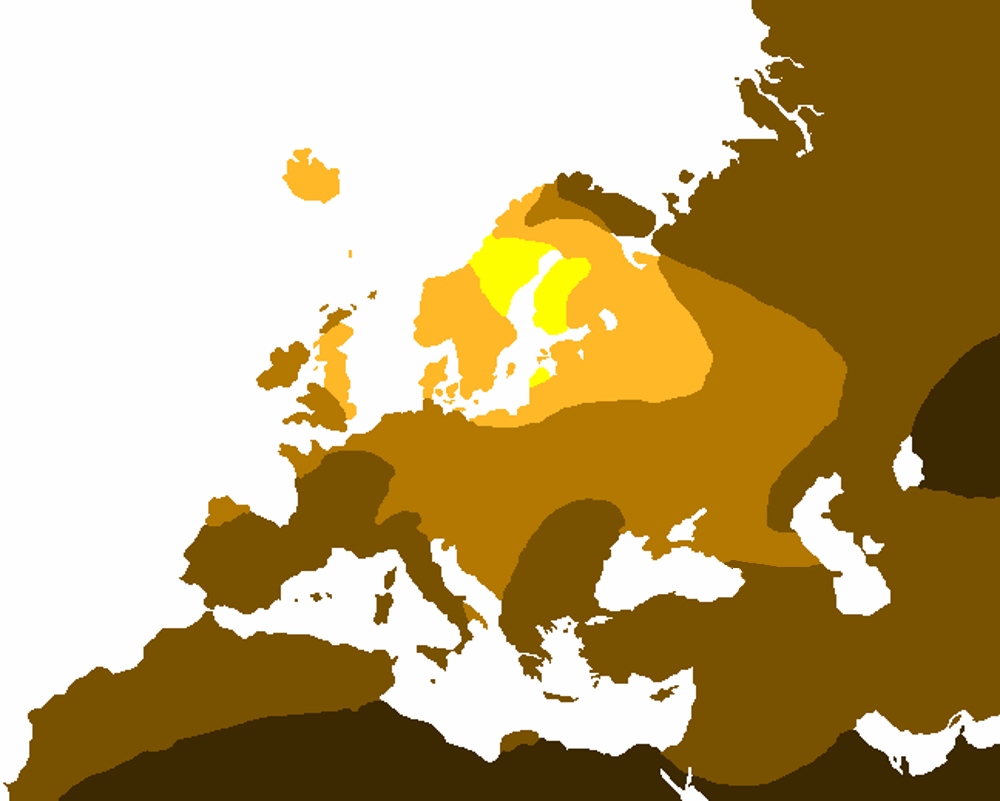
Біляве волосся в Європі:
більше 80 %
50—79 %
20—49 %
1—19 %
менше 1 %

Біля́ве воло́сся (англ. blond hair, fair hair) — тип пігментації волосся із низьким рівнем меланіну. Має багато відтінків, переважно жовтуватого кольору: від солового, блідо жовтого, до світлорусявого, золотавого. Більшість людей з білявим волоссям проживають у Північній Європі (Скандинавія, Східна Балтика, Фінляндія) або походять з північноєвразійських популяцій. Окремі люди або групи осіб з білявим волоссям зрідка зустрічаються серед азійських та північноафриканських народів. 

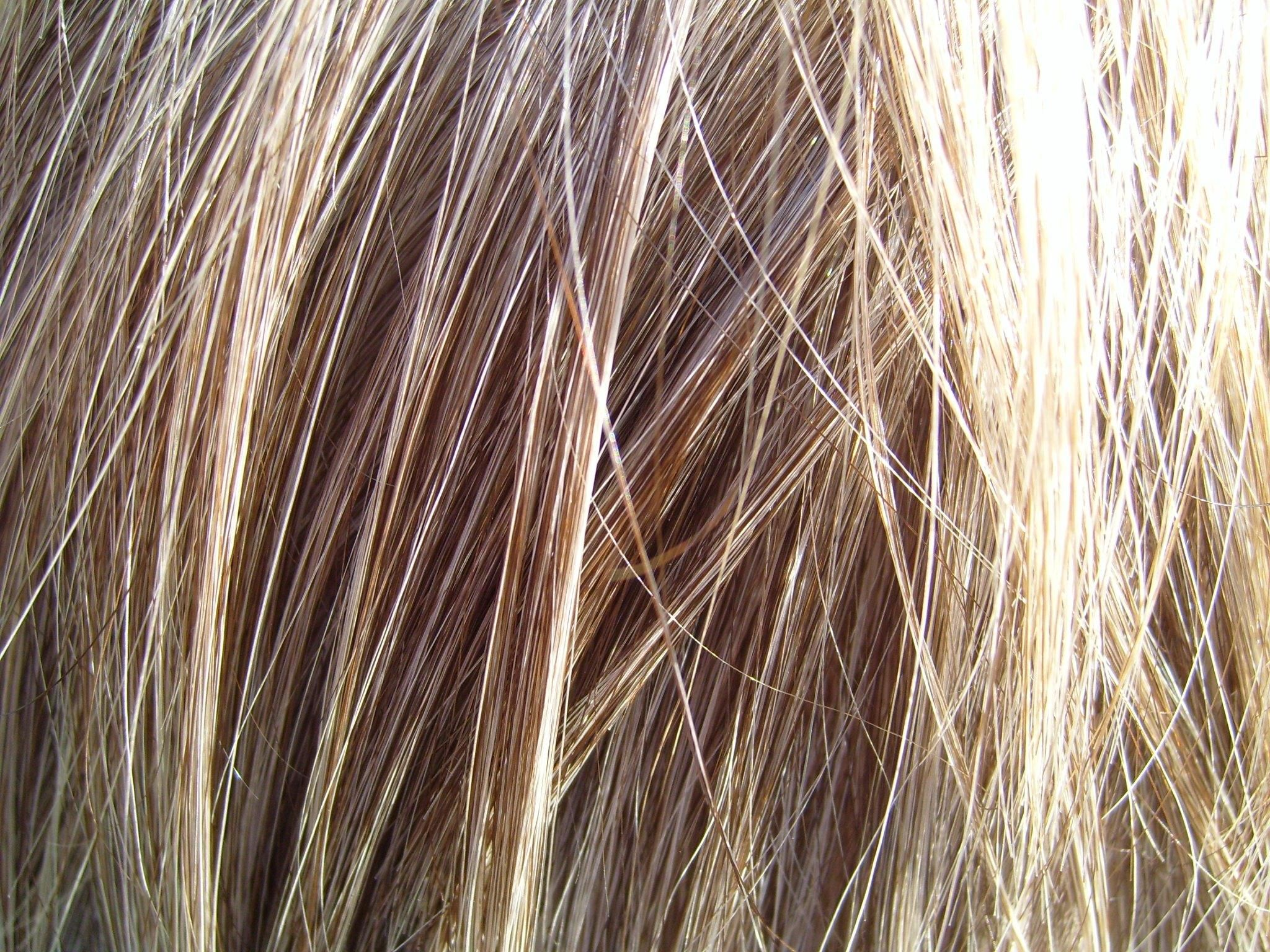
Біляве волосся

В античній та західноєвропейській культурі біляве волосся традиційно асоціювалося з вродою. Зокрема, давньогрецькі богині та боги Гера, Афродита, Афіна, Діоніс та інші називалися «золотоволосими» або «прекрасноволосими». У Давньому Римі білявість волосся вважалася сексуально привабливою, а також асоціювалася із кельтами та германцями. У культурі середньовічної Європи довге, золотаве волосся було одним з обов'язкових критеріїв жіночої краси. В європейському живописі з білявим волоссям, зазвичай, зображали Єву, Діву Марію, Марію Магдалину, святу Варвару та інших ідеалізованих жінок. 
У расових теоріях кінця ХІХ — першої половини ХХ століття біляве волосся і блакитні очі вважалися ознакою вищої нордичної (арійської) раси. 
В сучасній західній популярній культурі люди з білявим волоссям продовжують сприйматися привабливими. 
При цьому щодо жінок із білявим волоссям поширені гендерні стереотипи про білявок.
У новітній українській мові люди, що мають біляве волосся, називаються білявцями (білявками) чи блондинами (блондинками), серед традиційних назв також є біля́вчик, біля́вчин, руся́вий, руся́вин; біля́вочка, білу́ха, біля́ва, біля́виця, руся́ва, руся́вка.

## Галерея

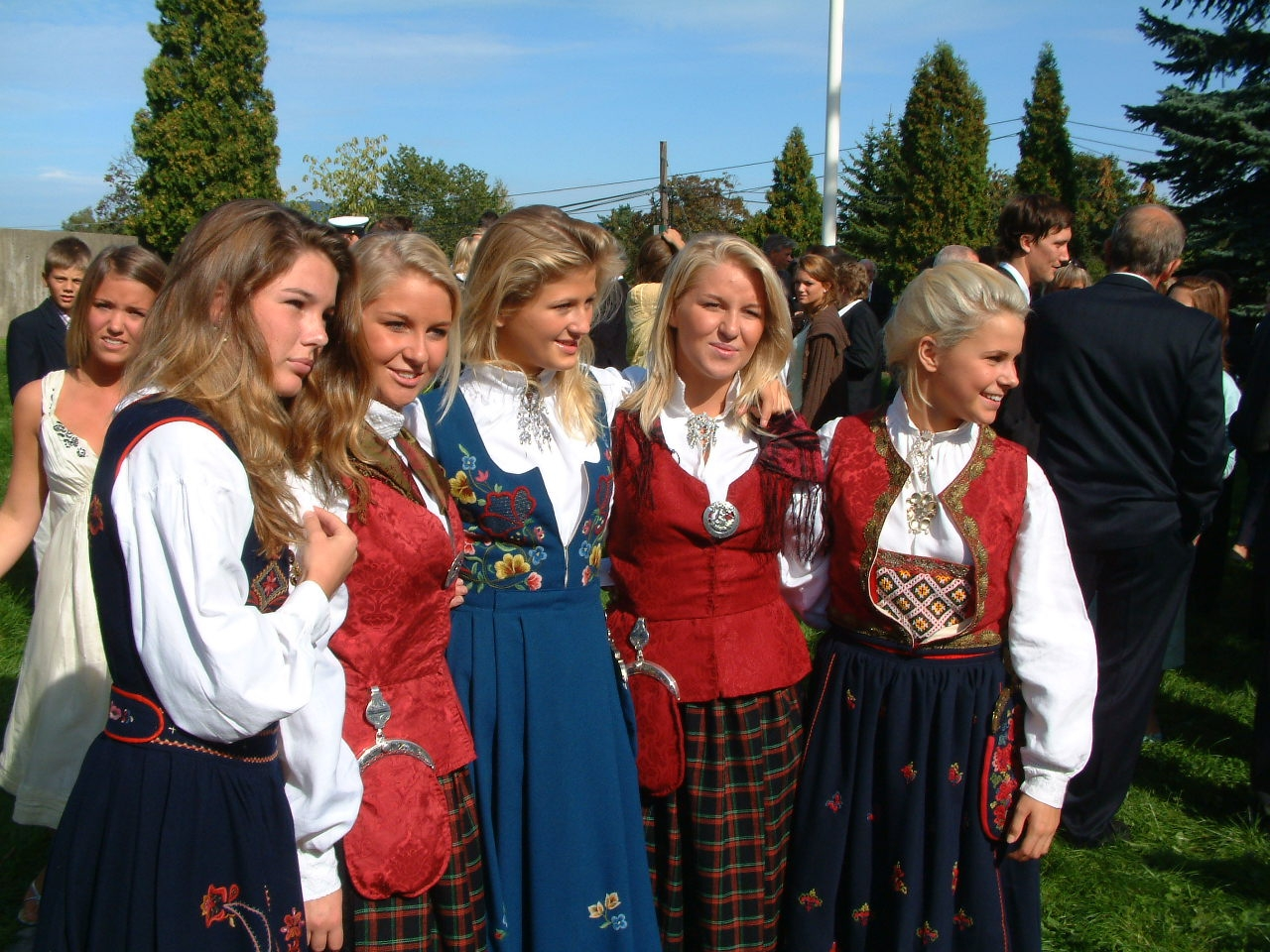
Норвежки
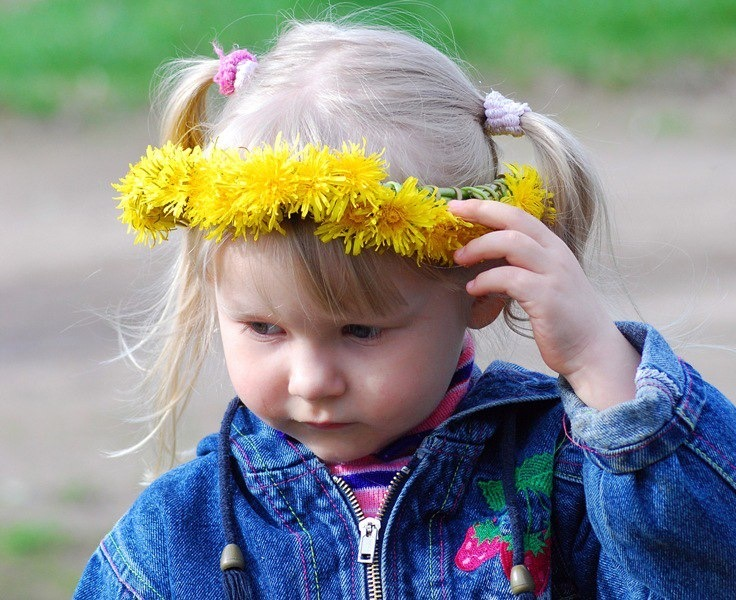
Вепсянка
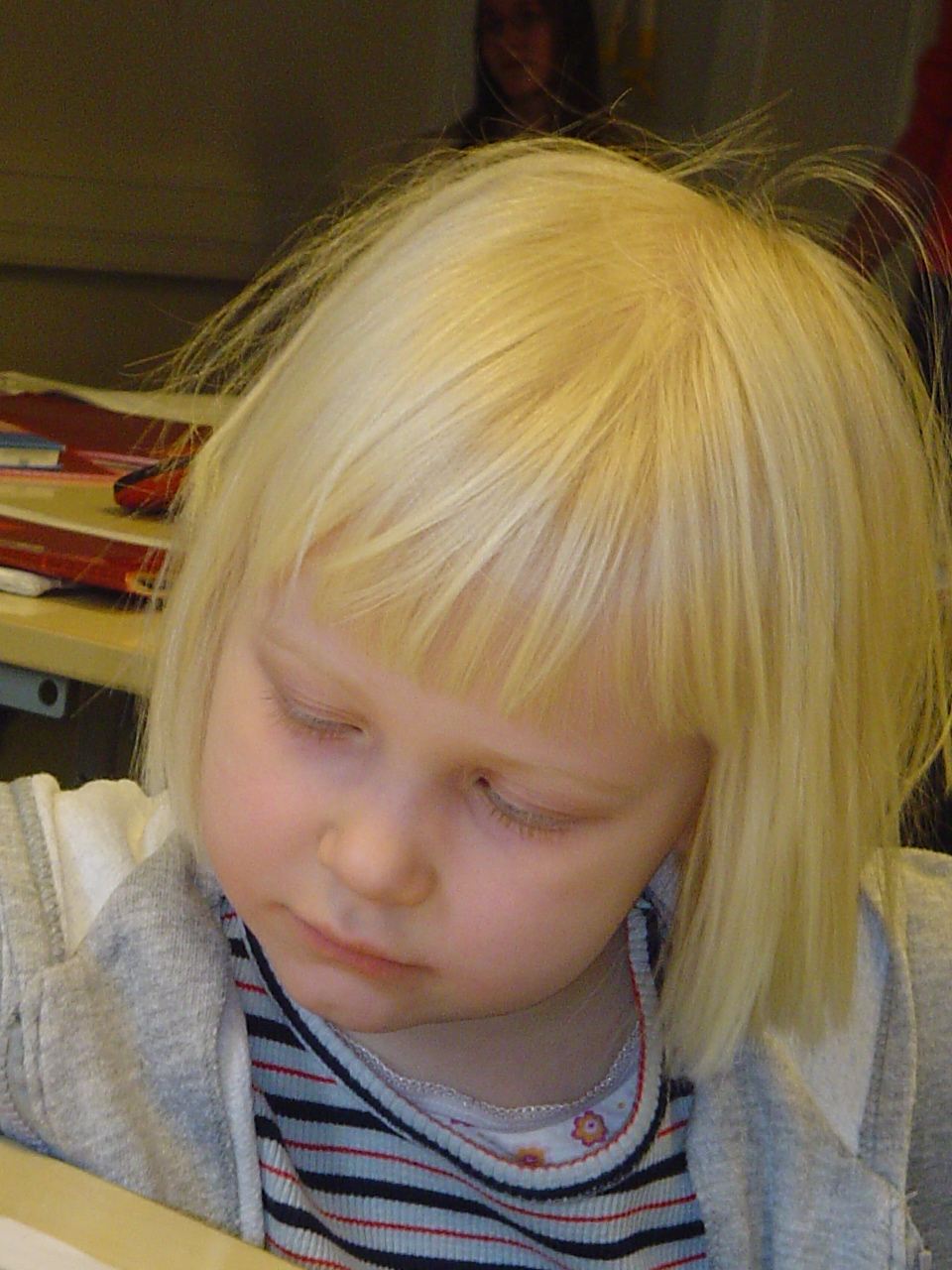
Фінка
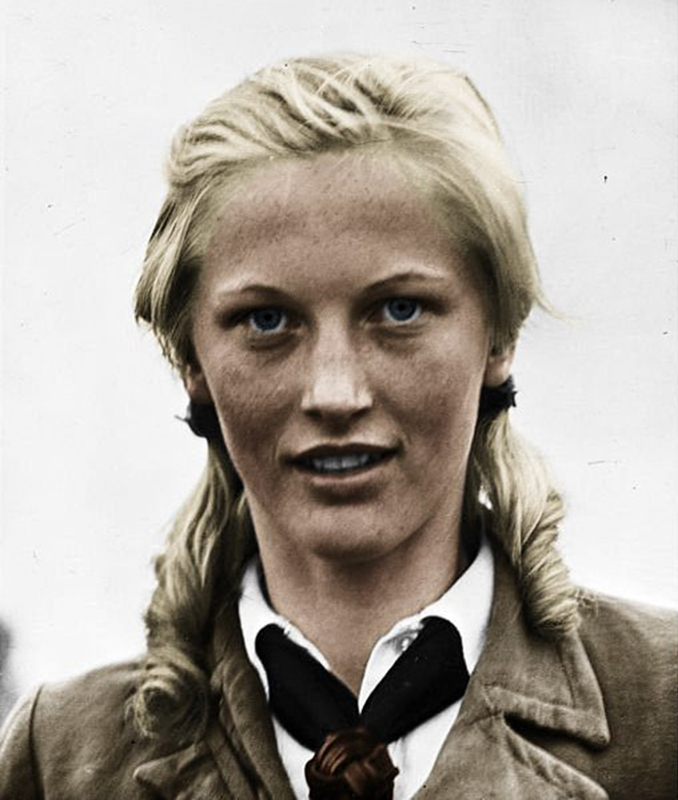
Німкеня
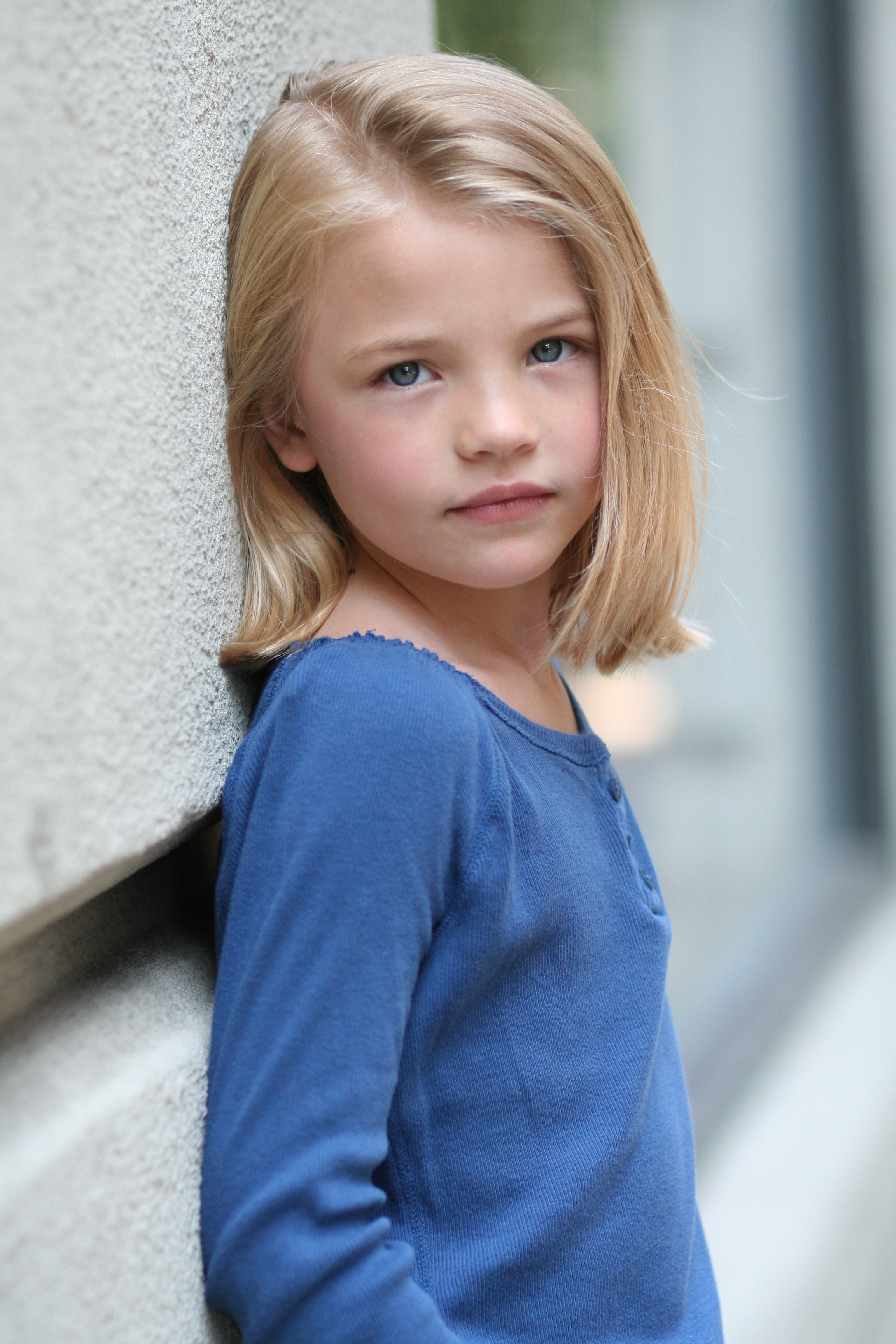
Американка
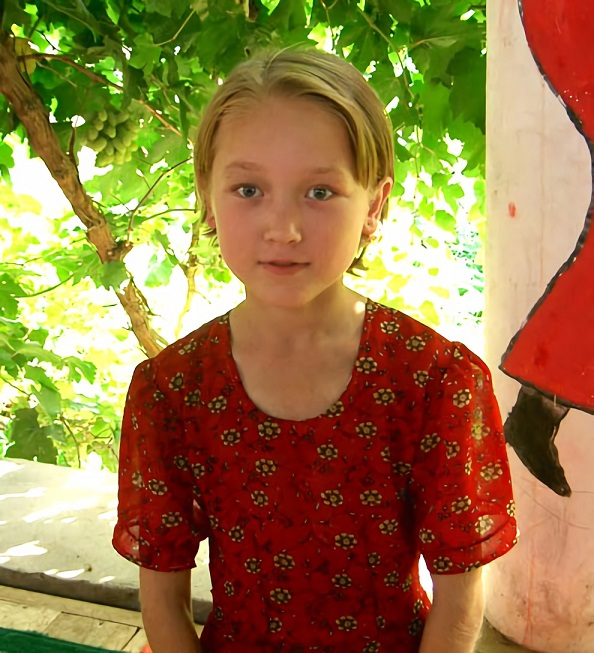
Уйгурка
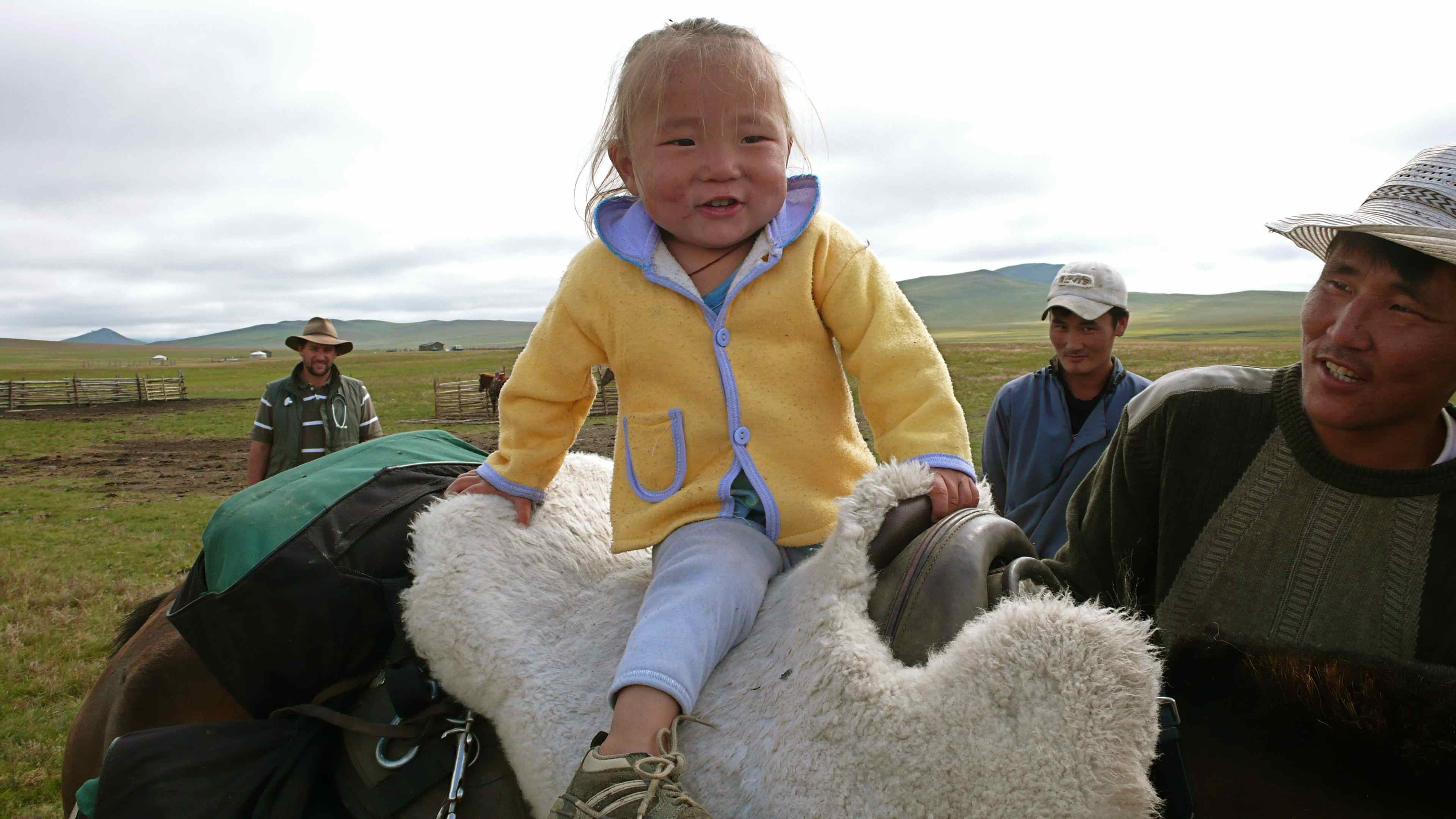
Монголка
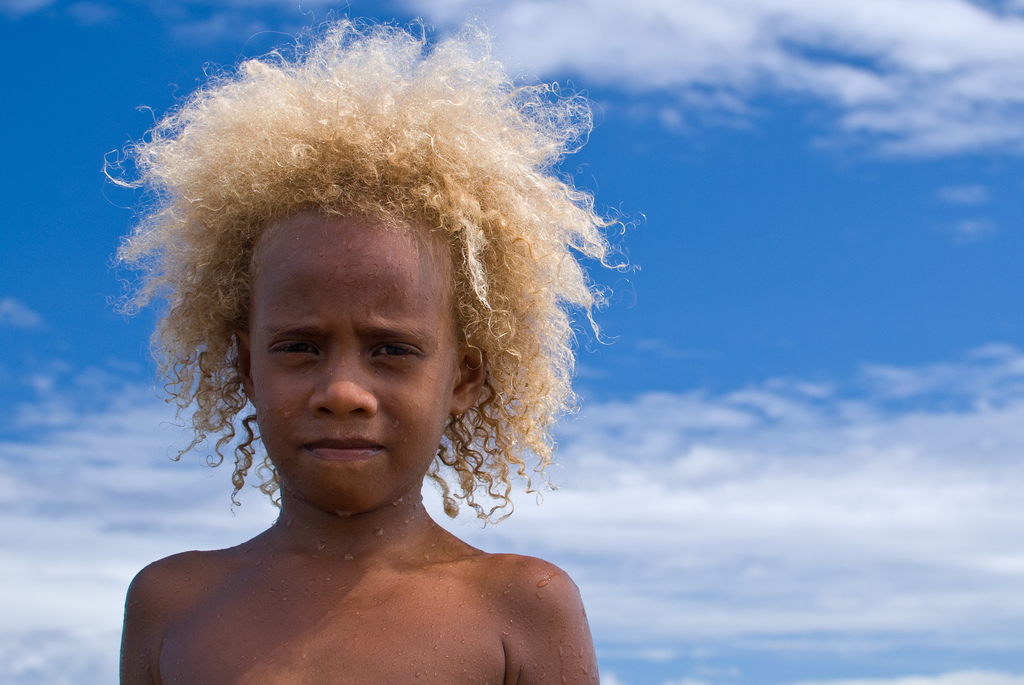
Ні-вануату